# Daryl Gregory

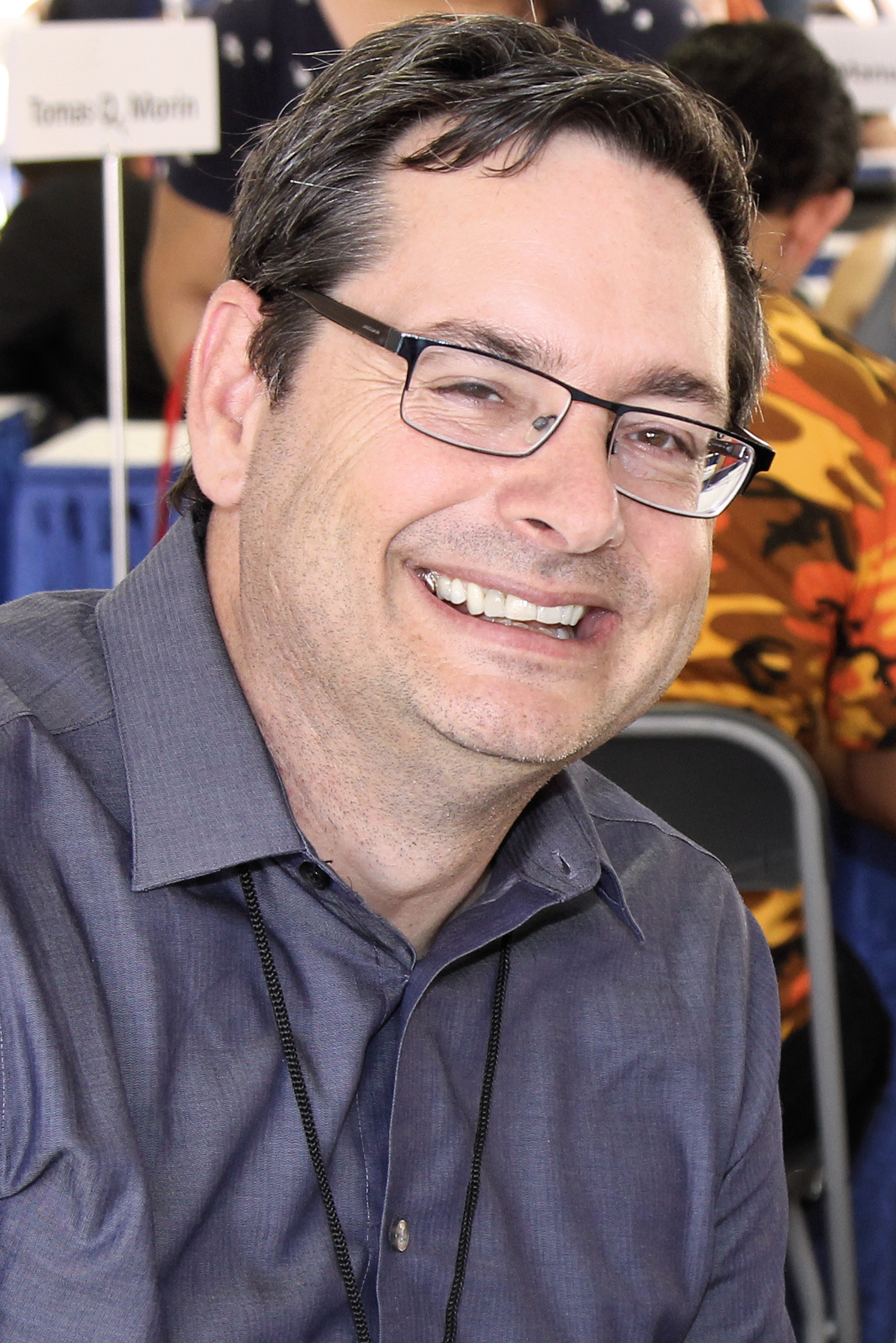
Daryl Gregory (2017)

Daryl Gregory (ur. 26 czerwca 1965 w Chicago) – amerykański pisarz, autor literatury science fiction i  fantasy.
W 1987 ukończył studia licencjackie Illinois State University z zakresu anglistyki i teatru, a w 1988 warsztaty Clarion Workshop na Michigan State University. Później pracował jako nauczyciel, programista i pisarz techniczny. Otrzymał nagrody literackie – Nagrodę Williama L. Crawforda (2009; za debiut powieściowy Pandemonium), a także Shirley Jackson  Award oraz World Fantasy Award (obie w 2005 za nowelę We Are All Completely Fine).
Mieszka w Oakland.

## Powieści
- Pandemonium (2008)
- The Devil's Alphabet (2009)
- Raising Stony Mayhall (2011)
- Secret Battles of Ghengis Kahn (2013)
- Afterparty (2014)
- Harrison Squared (2015)
- Spoonbenders (2017; wydanie polskie 2018 Wyginacze łyżeczek)

## Powieści graficzne
- Planet of the Apes Vol. 1 (2011)
- Planet of the Apes Vol. 2 (2012)
- Planet of the Apes Vol. 3 (2012)
- Secret Battles of Genghis Khan (2013)
- Planet of the Apes Vol. 4 (2013)
- Planet of the Apes Vol. 5 (2014)

## Zbiór opowiadań
- Unpossible and Other Stories (2011)

## Opowiadania  i nowele
- In the Wheels (1990)
- Taking The High Road (1991)
- Free, and Clear (2004)
- The Continuing Adventures of Rocket Boy (2004)
- Second Person, Present Tense (2005 – wydanie polskie w czasopiśmie Kroki w nieznaneː Almanach fantastyki 2007 Druga osoba, czas teraźniejszy)
- Gardening at Night (2006)
- Damascus (2006 – wydanie polskie w czasopiśmie Kroki w nieznaneː Almanach fantastyki 2008 Damaszek)
- Dead Horse Point (2007)
- Unpossible (2007)
- Glass (2008)
- The Illustrated Biography of Lord Grimm (2008 – wydanie polskie w czasopiśmie Fantastyka / Nowa Fantastyka 2014 Ilustrowana biografia Lorda Grimma)
- What We Take When We Take What We Need (2010)
- Message from the Bubblegum Factory (2010)
- Petit Mal #2: Digital (2011)
- Petit Mal #3: Persistence (2011)
- Begone (2012)
- Just Another Future Song (2013)
- We Are All Completely Fine (2014)
- Digital (2015)
- Even the Crumbs Were Delicious (2016)